# Герасименко Ярослав Олександрович
Ярослав Олександрович Герасименко (нар. 4 жовтня 1998) — український футболіст, воротар сімферопольської «Таврії».

## Клубна кар'єра
Вихованець харківського «Металіста». У 2015 році перебрався до академії столичного «Динамо». У футболці киян провів 1 поєдинок у рамках юніорського чемпіонату України, 29 травня 2016 року на початку другого тайму проти маріупольського «Іллічівця» вийшов на поле замість Володимира Маханькова. У 2016 році перейшов до луганської «Зорі», але в складі нового клубу виступав виключно в юніорському та молодіжному чемпіонатах України.
На початку квітня 2019 року підписав контракт з «Кристалом». У футболці херсонського клубу дебютував 13 квітня 2019 року в переможному (3:1) домашньому поєдинку 19-го туру групи Б Другої ліги проти одеського «Реал Фарма». Ярослав вийшов на поле в стартовому складі та відіграв увесь матч.
На початку грудня 2019 року продовжив контракт з «Кристалом».

## Кар'єра в збірній
Виступав у складі юнацьких збірниї України U-16, U-17 та U-19.